# Mariner 1

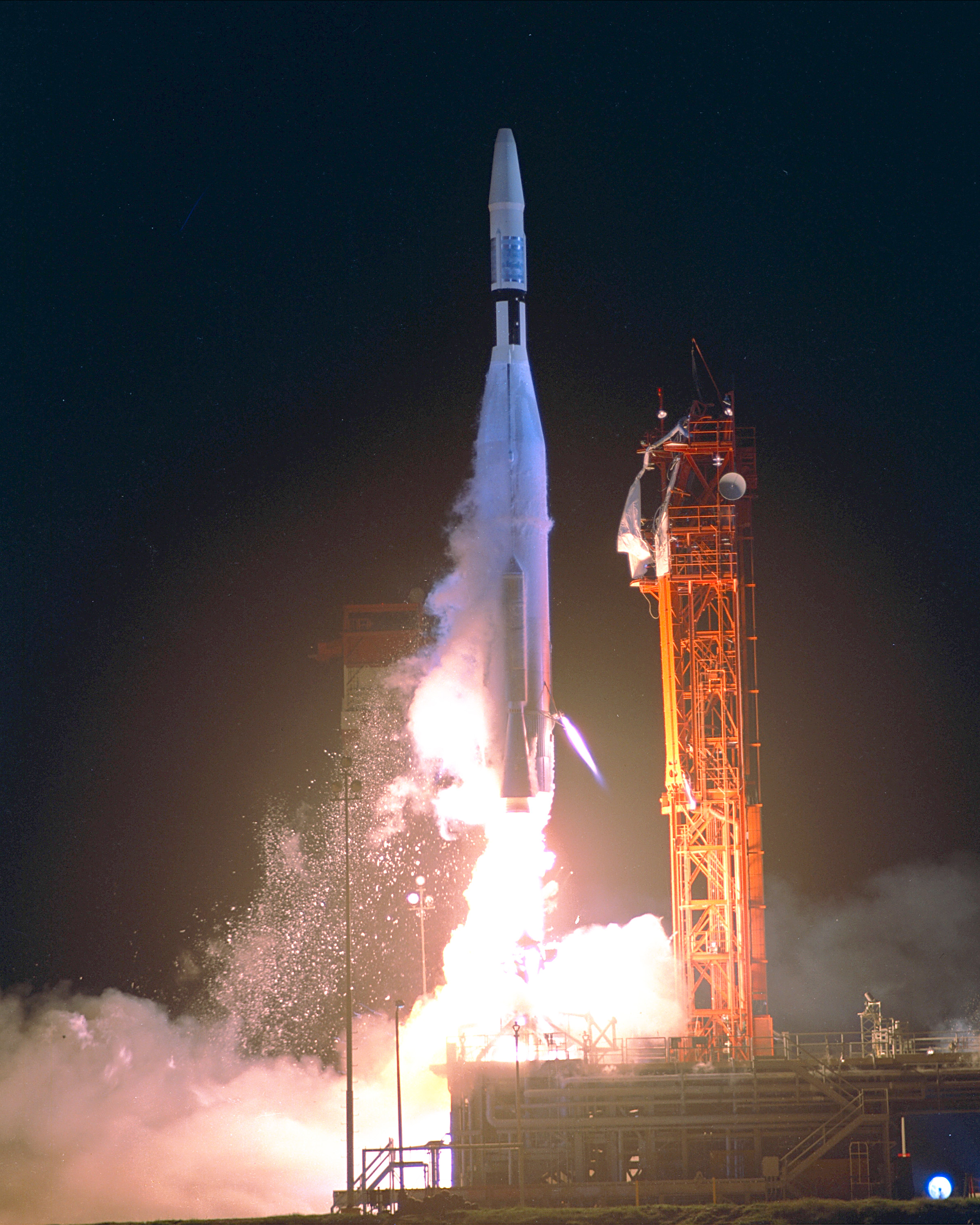
Lansarea sondei spaţiale Mariner 1

Mariner 1 este prima sondă spațială din Programul Mariner. A fost lansată pe 22 iulie 1962 în vederea cercetării planetei Venus. Nu și-a atins ținta. A fost dată comanda de autodistrugere de la sol, la 09:26:16 UT, 294.5 secunde după lansare, deoarece racheta purtătoare deviase de la culoarul de zbor.